# Alba Sánchez
Alba Sánchez, född 9 september 1991 i Moraleja i Spanien, är en volleybollspelare (libero). Hon har spelat för VC Marcq-en-Barœul (2024-), Terville Florange Olympique Club (2023-2024), CV JAV Olímpico (2020-2023), CV Logroño (2018-2020), Quimper Volley (2017-2018), Évreux VB (2015-2017), Charleroi Volley (2014-2015), CV Nuestra Señora de la Luz (2013-2014), Vóley Murcia (2012-2013), CV Diego Porcelos (2009-2012), CAEP Soria (2006-2009). Hon deltog med Spanien vid EM 2021.